# Замок Салем
Замок Салем (англ. Castle Salem, Castle Benduff, ірл. Caisleán an Bhinn Dubh) — замок Бендафф, замок Вінн Дув, замок Чорної Вершини — один із замків Ірландії, розташований в графстві Корк, біля селища Росскарбірі. Замок був резиденцією аристократичної родини Морріс приблизно з 1660 до 1800 року. У 1895 році замок придбала родина Дейлі. Нащадки володарів замку з родини Дейлі нині реставрують замок і хочуть його перетворити в готель.

## Історія замку Салем

### XII—XVI століття
Про історію замку Салем в свій час писав Чарльз Сміт. Він писав, що замок Салем колись називався замком Бендафф і був побудований ірландським кланом О'Донован. Але це сумнівно. Точно відомо, що в 1470 році на цьому місці чи то на місці більш давнього замку, чи то на пустищі Кетрін Фіцджеральд побудувала замок. Вона була дочкою Томаса Фіцджеральда — VIII графа Десмонда. Кетрін Фіцджеральд одружилась з вождем ірландського клану Фінгіном Мак Карті Регом. У «Літописі Чотирьох Майстрів» говориться, що вона померла в 1506 році. Томас Фіцджеральд — VIII граф Десмонд був одним із наймогутнішим графом Ірландії, володів посадою віце-короля Ірландії в часи короля Англії Едварда IV. Граф Томас був страчений в селищі Дрогеда в 1466 році. Причиною страти стала ненависть до нього коханки короля — леді Елізабет Грей, якій дуже не сподобались слова графа сказані в її адресу. Його дочка — Кетрін Фітцджеральд ввійшла в історію як «Чорна Леді» про яку розповідають різні легенди пов'язані з замком Салем (Бендафф).
Давній замок Вінн Дув (Бінн Дув) розташований на захід від селища Россбері, в ізольованій долині, що замкнута пагорбами, колись був оточений лісом. Був побудований в стилі старих феодальних замків Ірландії для захисту земель, якими володіли місцеві вожді та феодали. Ізоляція лісом та пагорбами захищала замок від нападів.
Найдавніший замок Бінн Дув був побудований в нормандському стилі, мав квадратну в плані головну башту, товсті масивні стіни, бійниці, бастіони, бічні будівлі, що теж були обладнані бастіонами, міцні зовнішні стіни, три внутрішні арки. Стіни досягали товщини 11 футів. Були кам'яні сходи на вершину башти. У давні часи головна башта була висотою 70 футів. Замок був перебудований Вільямом Моррісом, що зробив, зокрема, новий дах.

### XVII століття
Землі Кнокнамодогу і замок Бенн Дув у XVII столітті стали власністю Флоренса Мак Карті — Фінгіна Мак Донхада Мак Карті (1560—1640) — ірландського вождя, що був одним із лідерів повстання за незалежність Ірландії, католика. Потім його землі були конфісковані, його садиби та замки були зруйновані Олівером Кромвелем. Землі Баллігаґорнах (Берлі Хілл) належали Джону Маррігоу, історія якого була подібна. Така ж доля спіткала і інші землі, що належали колись клану О'Донован.
Капітан Вільям Морріс (1620—1680) отримав у володіння від уряду Англії понад 1500 акрів землі і замок. Назву замку він змінив на Салем. Це відбулось біля 1660 року. Земля була офіційно визнана його власністю королівською грамотою 1678 року. З того часу землі Кнокнамодогу стали називатися горами Салем, а землі Кенамабрікі — землями Лівотт-Вуд. Землі Манулогавне — землями Гори Стаффорд, землі Кілбег стали називатися землями Стоні Фурлог, землі Маулмуріні — землями Грін Фурлонг. У 1678 році лорд Морріс зменшив орендну плату зі своїх земель на третину.

#### Вільям Морріс і квакери
У 1656 році Вільям Моріс, незважаючи на те, що він був солдатом Кромвеля, став квакером і був активним членом так званого «Товариства Друзів», що виникло в Ірландії. Джон Рутті наводить цікавий запис з журналу Вільяма Едмондсона, що описує капітана Моріса як людину талановиту та впливову.
Вільям Морріс був старійшиною серед цієї секти баптистів — квакерів, що мав значний авторитет у ті часи. Капітан англійської армії, юстиціарій, комісар податків, головний скарбник графства, також командир трьох гарнізонів. Чутки про те, що він квакер дійшли до його керівництва. Він був заарештований і доставлений до суду в Дублін. Він не заперечував свою належність до секти квакерів, тому був позбавлений своїх посад.
У 1656 році Вільям Морріс організував зібрання квакерів в Белтурбеті (графство Каван) разом з Вільямом Паркером та його дружиною, Робертом Варделлом та його батьком. Після того, як його позбавили всіх посад, він повернувся в графство Корк. У 1659 році він опублікував книгу, де виклав своє розуміння Євангелія. У тому ж році він написав послання до Парламентів Англії, Ірландії та Шотландії, в якому закликав припинити переслідування квакерів і викладав основи їх віровчення. На той час тривали виселення ірландців з їх земель, переслідування католиків, конфіскації, тому Вільям Морріс не дивлячись на те, що був для влади людиною неблагонадійною та підозрілою, отримав посаду лорд-депутата. Після реставрації монархії на Британських островах він пішов з посади лорд-депутата.
За свої переконання Вільям Морріс був кілька разів ув'язнений — вперше в 1660 році. Джордж Фокс (1624—1621) — засновник секти квакерів відвідав графство Корк і зустрічався з Вільямом Моррісом не дивлячись на те, що це було небезпечно — на квакерів сипались погрози і прокляття.

#### Вільям Пенн та замок Салем
Окрім Джорджа Фокса, одним з найвідоміших квакерів був Вільям Пенн (1644—1718). Будучи близьким другом Вільяма Морріса, Вільям Пенн часто відвідував замок Салем, особливо в перші місяці 1670 року. У цей час Морріс був одним із найвидатніших «друзів» на півдні Ірландії дуже поважав і захоплювався Вільямом Пенном, що часто уповноважував його виступати від імені квакерів в Коксі та виконувати різні фінансові справи. Вільям Пенн відвідував замок Салем 21, 23, 24, 25 лютого 1670 року, потім 26 березня того ж року, 3, 6, 16 квітня того ж року. Вільям Пенн написав свою знамениту статтю «Свобода совісті» саме в замку Салем.

#### Новий Дім
Ратті описує смерть Вільяма Морріса в 1680 році: «У цьому році помер Вільям Морріс із замку Салем, що в графстві Корк, що був людиною великої мудрості, був вірним Істині…» Після смерті батька Фортунатус Морріс перебудував замок, добудував нову L-подібну споруду. Будівля була побудована з дикого каменю, з високим димарем і двома баштами. Пізніше був побудований і будинок в стилі короля Георга. Навколо замку були сади, розбиті в голландському стилі зі ставками, маленькими острівцями та тисовими деревами.

### XIX століття
Родина Морріс ще жила в замку на початку ХІХ століття. Про це писали в 1815 році: замок Салем є резиденцією родини Морріс. Про замок писали як про старовинний будинок, що приєднаний до ще більш давнього замку, який стоїть на скелі, що розташована в центрі романтичної долини і оточена високими пагорбами, навколо ліс з тисових та букових дерев.
Замок був виставлений на продаж за борги 3 червня 1853 року. Замок купив доктор Фітцгіббон за 1350 фунтів стерлінгів. У 1870 році замок належав Езабет Фітцгіббон.
Патрік Дейлі купив замок в 1895 році. Три покоління родини Дейлі володіло замком. Майкл та Маргарет Дейлі частково відреставрували замок. Нині це ферма, що пропонує гостям обіди та екскурсії.